# フェリーダイヤモンド
フェリーダイヤモンドは、ダイヤモンドフェリーが運航していたフェリー。

## 概要
フェリーパールの代船として来島どっく大西工場で建造され、1986年11月30日に神戸 - 松山 - 大分航路に就航した。
2007年11月21日、さんふらわあ ごーるどの就航により引退した。
その後、国外に売船され、パナマ船籍のCHINA DIAMONDとなった後、2010年に韓国に売却されSECHANG CORDELIAとして就航した。2012年、インドネシアに売却されPORT LINK IIIとしてスンダ海峡を連絡する航路に就航している。

## 設計
船体は7層の甲板が設けられ、上部から羅針儀甲板、航海船橋甲板、A-E甲板と呼称されていた。航海船橋甲板は操舵室および乗組員区画、A-C甲板は旅客区画、D甲板は乗組員区画および車両積載区画、E甲板は車両積載区画となっていた。
ランプウェイはE甲板の船首および船尾に装備されており、船首はバウバイザー式となっていた。D甲板の右舷後方にはサイドランプ用の開口部が設けられており、D甲板とE甲板は可動式の船内ランプで接続されていた。

## 船内

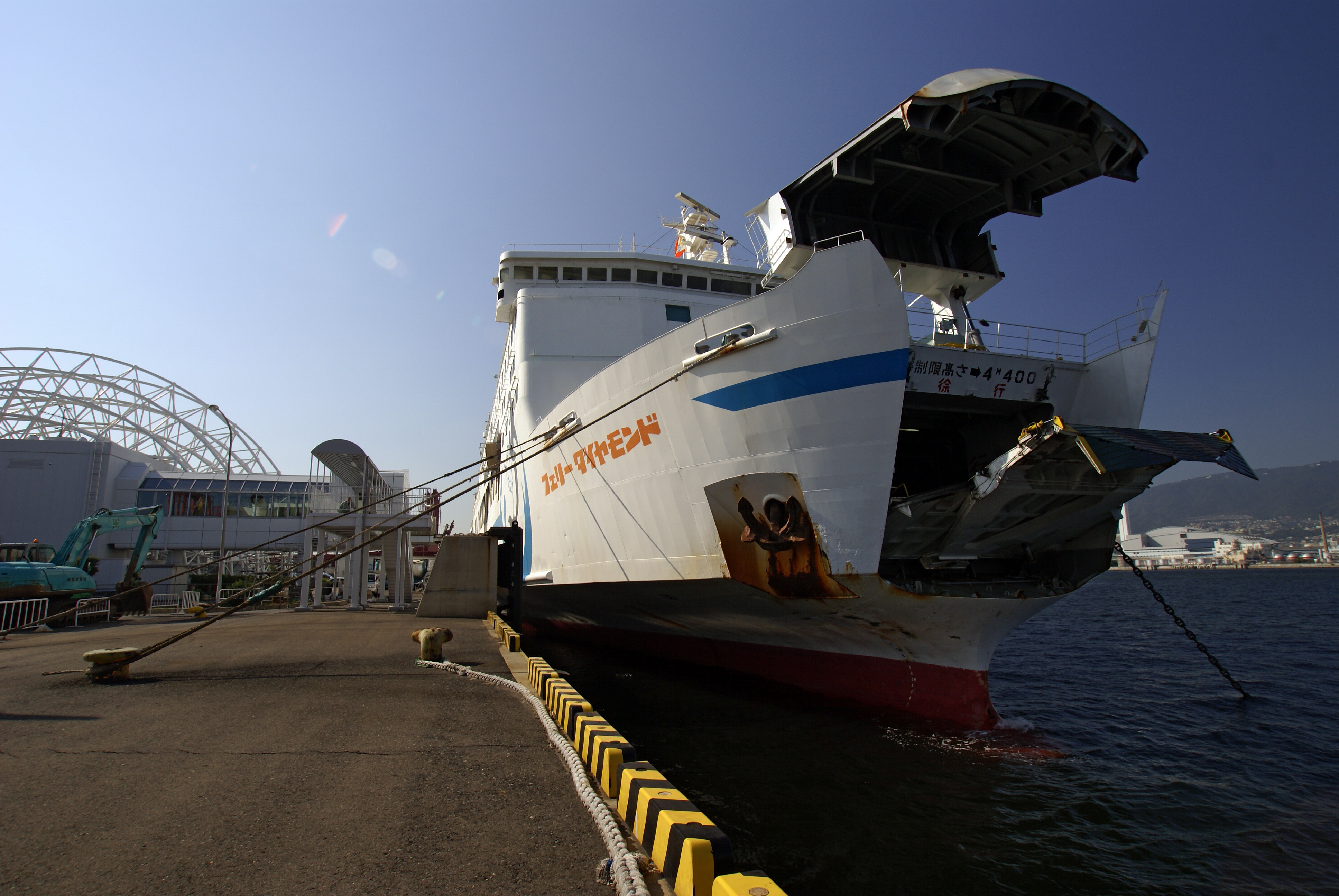
船首
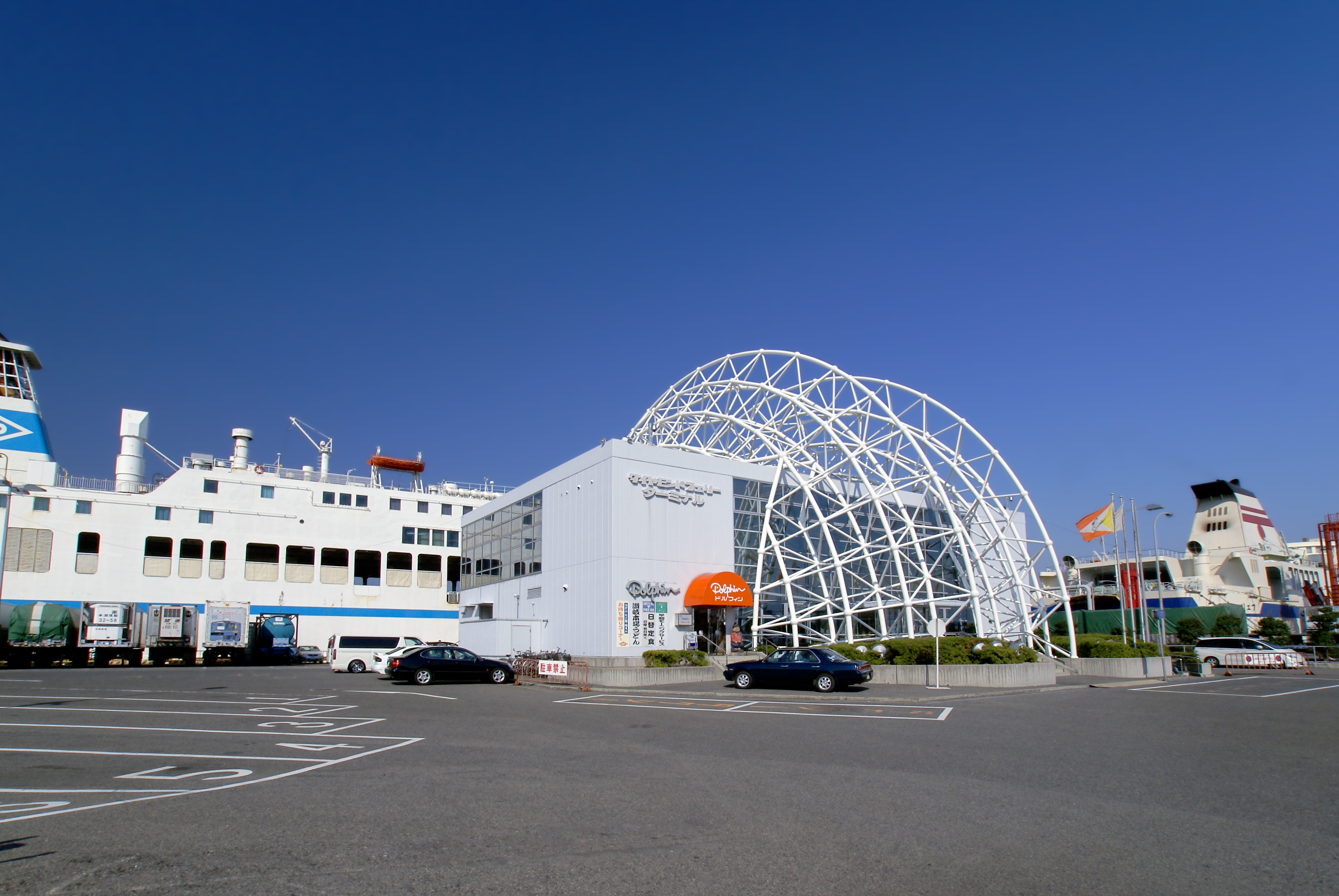
六甲アイランドフェリーターミナルと船体
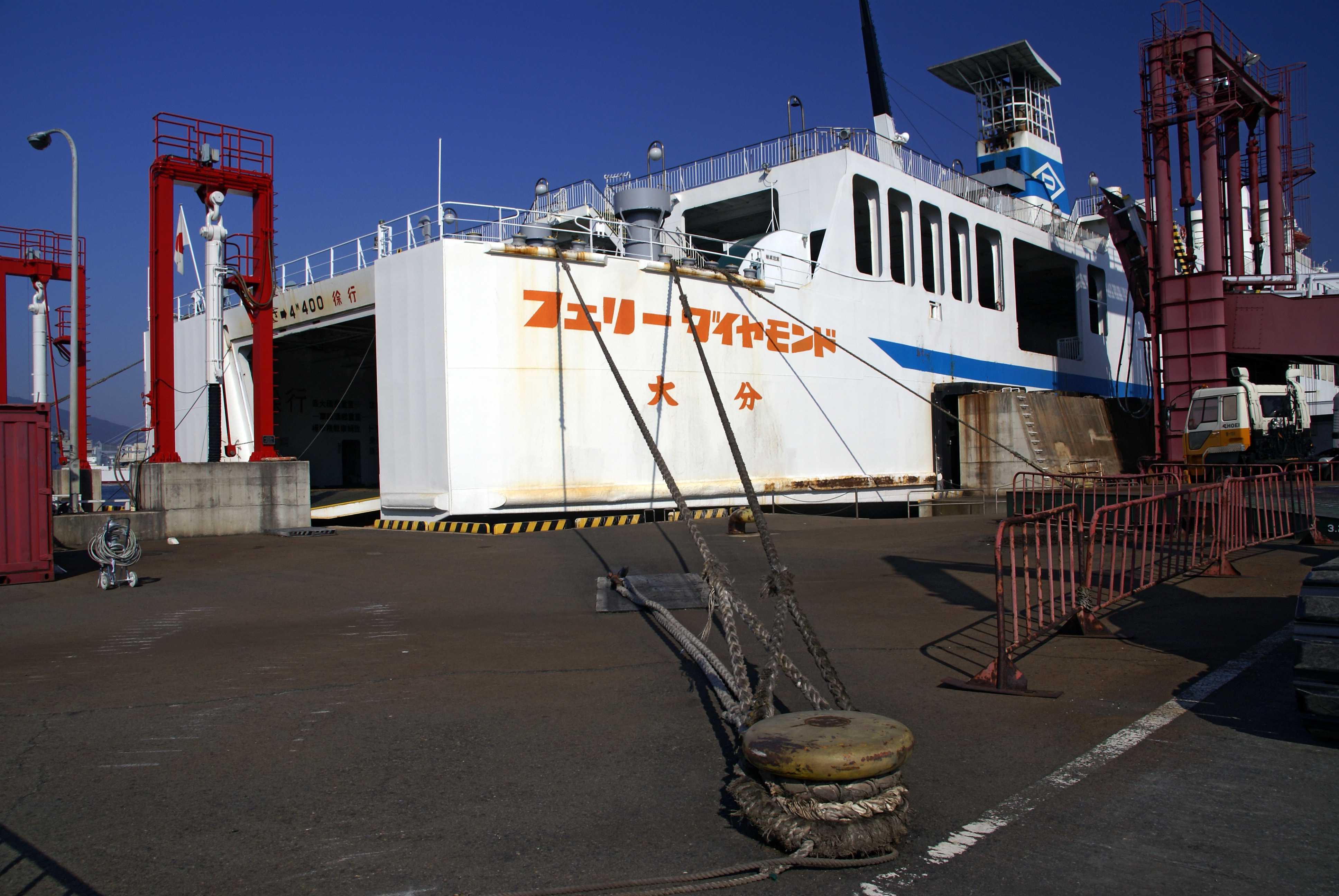
船尾
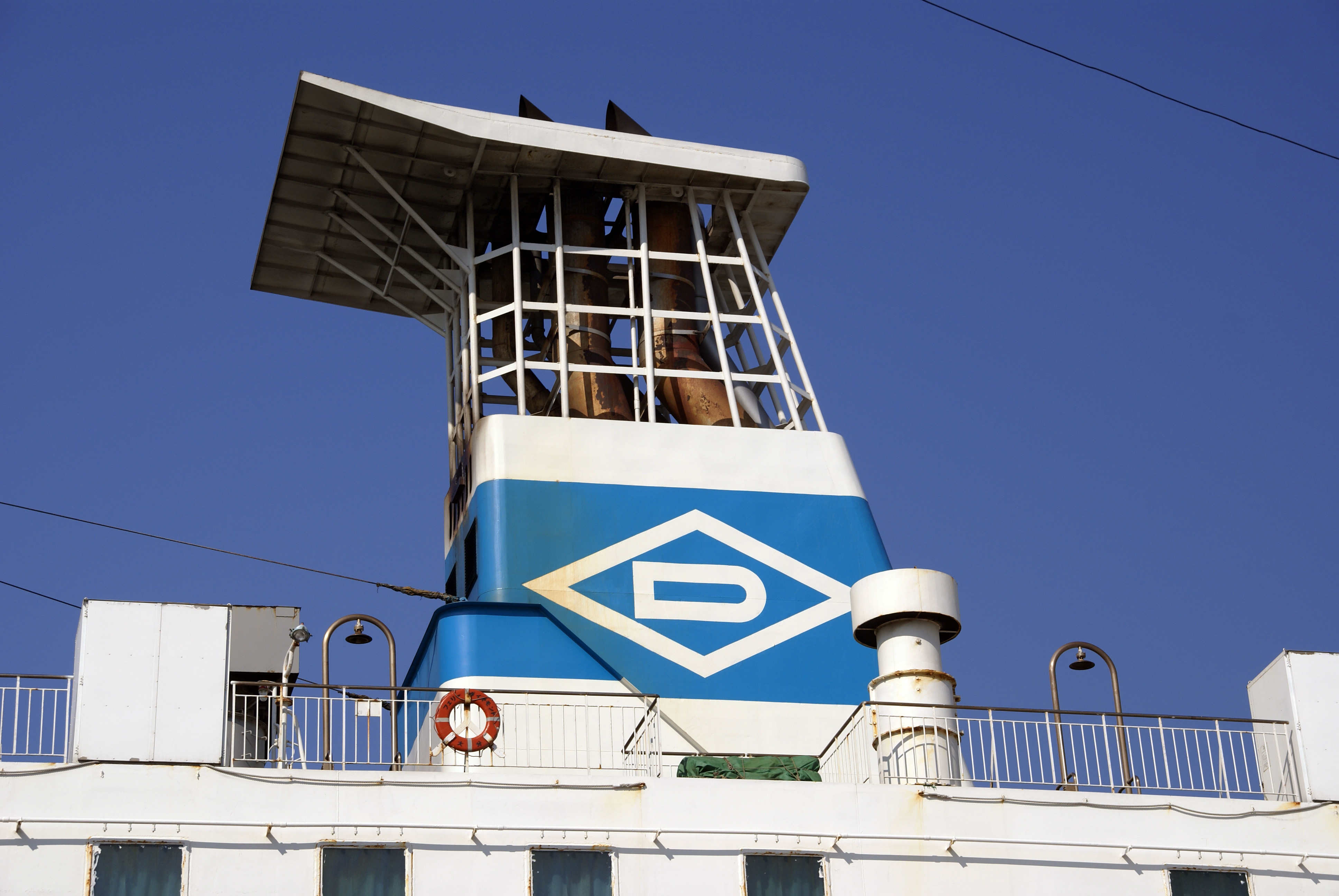
ファンネル

## 事故・インシデント

### 関埼沖での乗り揚げ
1993年10月25日、12時47分ごろ、豊予海峡ルート推進船上フォーラムのため、西大分港発着の周遊航路で臨時運航を行っていた本船は、時間調整のため関埼沖の豊後平瀬灯標付近で1回頭した際、平瀬灯標の北東方約0.7海里にある干出岩である権現碆に衝突、乗り揚げた。乗揚により船首船底に破口を伴う凹損を生じたが、船内に浸水はなかった。乗客は来援した大分海上保安部の巡視艇などに救助され、本船は18時ごろに来援した曳船の支援を受けて離礁した。
事故原因は、船長が運航管理者から指示された航路に従わず陸岸に接近して航行したこと、平瀬灯標の北方で時間調整を行う際に当直者の水路調査が不十分だったこと、とされた。事故発生当時、天候は晴で風力4の北西の風が吹き、潮候は上げ潮の中央期で権現碆は水没状態だった。